# Energooszczędne zagospodarowanie terenu
Energooszczędne zagospodarowanie terenu – problematyka dotykająca dziedzin nauki takich jak: architektura, urbanistyka, inżynieria środowiska, energetyka itp. Uwzględnia specyficzne wymogi przestrzenne dotyczące budownictwa pasywnego i zrównoważonego wraz z efektywnym wykorzystaniem terenu w celu uzyskania jak największej ilości energii ze źródeł odnawialnych.
Planując energooszczędne zagospodarowanie terenu należy zwrócić uwagę na wiele czynników związanych z tym tematem. Można wymienić czynności, które trzeba dokonać, aby ukształtować zrównoważone otoczenie:
- porównanie usytuowania domów na zboczach południowych i północnych,
- porównanie usytuowania domów w dolnej lub górnej części zbocza,
- analiza zacienienia,
- analiza terenu podlegającego zagospodarowaniu (tereny błotne, bagienne; zbiorniki wodne),
- analiza układu działek,
- analiza wpływu drzew i krzewów znajdujących się na działce,
- analiza wpływu bliskości lasu,
- dobór niekonwencjonalych rozwiązań dla budownictwa (zielone dachy, domy przykryte glebą).

## Usytuowanie domów na zboczach
W prawidłowym projektowaniu i zagospodarowaniu terenu bardzo ważna jest znajomość lokalnych warunków terenowych i klimatycznych, które bardzo często znacząco odbiegają od regionalnych. Rzeźba terenu, w tym poszczególne nierówności mogą znacząco wpłynąć na przebieg zjawisk atmosferycznych i zmienić tzw. mikroklimat. Najwięcej energii uzyskują zbocza południowe (o największym nasłonecznieniu), a najmniej zbocza północne (o najmniejszym nasłonecznieniu). W terenach nachylonych zimne powietrze spływa nocą do dolin lub innych zagłębień terenowych (pod wpływem swojej większej gęstości) tworząc tam zastoiska zimnego powietrza, które w konsekwencji zwiększają wilgotność powietrza. Ze względu na powyższe informacje można przyjąć, że najbardziej pożądanym usytuowaniem domu (w technologii pasywnej) na terenach o zróżnicowanej rzeźbie terenu jest górna część stoku południowego ze względu na największe nasłonecznienie, krótki cień rzucany przez przeszkody, niedocieranie zimnego powietrza i w konsekwencji lepsze warunki komfortu cieplnego.

## Zacienienie
Zacienienie, opisywane z różnym stopniem szczegółowości w literaturze, jest dość powszechnym zjawiskiem ograniczającym w sposób przypadkowy (lub zaplanowany) dostęp promieniowania słonecznego do powierzchni wystawionej na jego działanie.
Analizując dostępność promieniowania słonecznego należy zwrócić uwagę na kilka czynników związanych z otoczeniem i lokalizacją powierzchni, na którą pada promieniowanie słoneczne. W otoczeniu rozważanej powierzchni (tu: elewacji budynku, przegród przezroczystych) mogą znajdować się różnego rodzaju naturalne i sztuczne obiekty. Mogą one powodować, że dostęp promieniowania słonecznego będzie utrudniony lub wystąpią dodatkowe zyski, stąd duże znaczenie tego źródła w całkowitym bilansie ciepła.
Ocenę stopnia zacienienia budynku lub jego najbliższego otoczenia należy rozpatrywać dla dwóch pór roku: zimowej i letniej. Zimowe zacienienie ścian i okien ukierunkowanych na południe uniemożliwia wykorzystanie energii słonecznej, natomiast zacienienie w lecie, zwłaszcza od strony zachodniej, może okazać się korzystne, gdyż zmniejsza uciążliwość przegrzania budynku.
Źródła zacienienia budynku wynikają z:
- usytuowania budynku w terenie,
- rodzaju i ilości elementów znajdujących się w otoczenia budynku,
- konstrukcji bryły samego budynku.

### Usytuowanie budynku w terenie
Szerokość geograficzna, a zatem wysokość Słońca nad horyzontem oraz topografia terenu kształtują dostępność światła słonecznego, intensywność napromieniowania i wpływają na długość cieni powodowanych wszelkimi obiektami znajdującymi się w pobliżu budynku.
Teren działki budowlanej nie zawsze jest płaski, stąd też obszary zacieniane przez elementy otoczenia są różne w zależności od:
- stopnia nachylenia zbocza,
- jego usytuowanie w stosunku do stron świata,
- pory roku i dnia.

Najbardziej pożądany dla usytuowania domów mieszkalnych jest stok południowy, dopuszczalny jest stok wschodni. Stok zachodni uchodzi za mniej korzystny ze względu na nadmierne przegrzanie w okresie letnim, natomiast niewskazany jest stok północny – tam zacienienie jest znaczne w ciągu roku, co uniemożliwia wykorzystanie energii słonecznej.

### Otoczenie budynku
Jeżeli istnieje taka potrzeba, otoczenie obiektu powinno być odpowiednio modyfikowane w celu zapewnienia większego zacienienia lub zwiększenia dostępności promieniowania słonecznego. Należy jednak pamiętać, że zagospodarowanie otoczenia budynku jest również ściśle powiązane z oddziaływaniem wiatrów na bilans cieplny budynku.
Kształty obiektów zacieniających elementy obudowy budynku mogą być nieregularne, mogą też zmieniać się w dowolnej chwili czasu (np. drzewa poruszające się pod wpływem wiatru). Jednocześnie niektóre z zacieniających obiektów mogą być całkowicie nieprzezroczyste dla promieniowania słonecznego (np. sąsiednie budynki), inne charakteryzują się określoną transmisyjnością (np. roślinność).
Projektując zagospodarowanie przestrzeni wokół budynku można ograniczać w sposób zaplanowany dostępność promieniowania słonecznego, sadząc w odpowiedni sposób dany gatunek drzew. Drzewa iglaste stwarzają takie samo zacienienie przez cały rok. Drzewa liściaste umożliwiają w okresie zimowym po opadnięciu liści, zwiększenie dostępu promieniowania słonecznego do obudowy. Przy projektowaniu zieleni wokół budynku, należy stosować zasadę: drzewa i krzewy powinny być tak dobrane i rozmieszczone, aby nie zacieniały zimą ścian południowych, a latem dawały zacienienie pozostałych ścian.
Projektując dom na działce częściowo już zabudowanej lub znajdującej się w sąsiedztwie obszaru zabudowanego czy zadrzewionego, należy wyznaczyć obszary, które w okresie zimowym pozostaną nasłonecznione. Można to zrobić tzw. metodą nanoszenia modeli cieni poszczególnych elementów zabudowy na plan działki. Pozwoli nam to w przybliżeniu określić, jakiej wysokości przeszkody i w jakiej odległości od budynku nie wpłyną na zacienienie wybranego obszaru.
Rozważając zagospodarowanie otoczenia budynku, należy pamiętać również o zjawisku odbicia, wywołanym zaplanowanym lub niezaplanowanym sąsiedztwem obiektów, czy przedmiotów o określonej reflektancji (współczynniku odbicia), mogącym w określonych warunkach powodować dodatkowe zyski wynikające ze wzrostu udziału promieniowania odbitego (od tych przedmiotów) w całkowitym strumieniu energii promieniowania docierającego do rozważanej powierzchni.
Istnieje możliwość wprowadzenia w otoczenie budynku specjalnych elementów o powierzchniach mających silne własności refleksyjne. Mogą to być np. umieszczone na południowej ścianie budynku pod odpowiednim kątem w stosunku do powierzchni pochłaniających promieniowanie słoneczne powierzchnie metalowe – odbłyśniki o dużym współczynniku odbicia lub po prostu stawy, oczka wodne.

### Bryła budynku
Elementy obudowy budynku w sposób zaplanowany lub nie powodują zacienianie przegród zewnętrznych, przede wszystkim okien i innych przezroczystych fragmentów elewacji budynku. Do elementów specjalnie zaprojektowanych jako zacieniające należą okapy i inne występy nad oknami i na ścianach bocznych.
Fasada główna budynku powinna być odpowiednio zorientowana, ekspozycyjna na napromieniowanie słoneczne w zimie i wyposażona w elementy zapewniające zacienienie w lecie, połacie dachu powinny być odpowiednio pochylone i zorientowane.
Odpowiednim projektem bryły zewnętrznej można nie tylko zapewnić zmniejszenie zapotrzebowania na ciepło do celów grzewczych, ale także doprowadzić do takich warunków mikroklimatycznych, aby chłodzenie w czasie lata nie było wymagane.

## Teren
Specyficzny mikroklimat wytwarzają tereny zabagnione o znacznie większej wilgotności, wynikającej z większego parowania nad bagnami. Jednocześnie tereny takie charakteryzują się niższymi temperaturami, wynikającymi z małego przewodnictwa ciepła gleb błotnych, a zwłaszcza terenów torfowych. Na obszarach tych występują często przyziemne mgły, które hamują dopływ promieniowania bezpośredniego, głównie w godzinach rannych i przedwieczornych.
Zbiorniki wodne magazynujące ciepło, wpływają na tworzenie się mikroklimatu. Wolniej nagrzewając się i wolniej stygnąc łagodzą wahania temperatur nie tylko nad zbiornikiem, ale także na przyległych terenach.

## Układ działek
Właściwe ukierunkowanie domu o pasywnym systemie ogrzewania powinno zapewnić w miarę możliwości południową wystawę dłuższej ściany domu, niezależnie od kształtu i wielkości działki budowlanej, jej układu w stosunku do ulicy i stron świata. Rozpatrując wzajemny układ działek i domów można stwierdzić, że:
- linie wyznaczające granice działek budowlanych częściej są prostopadłe do osi ulic niż ukośne,
- budynki mieszkalne są najczęściej ustawiane elewacją frontową równolegle lub prostopadle do osi ulic.

Poprawną lokalizację domu mieszkalnego można uzyskać na działkach położonych wzdłuż ulic o kierunku E-W. Ten układ jest najkorzystniejszy, gdyż dłuższa ze ścian domu będzie miała wystawę południową. W polskich szerokościach geograficznych dopuszczalne odchylenie ulic od linii E-W sięga 25°. Układ ulic N-S jest znacznie mniej korzystny, gdyż przy usytuowaniu równolegle do ulicy, na ekspozycję słoneczna wystawiana jest krótsza ściana, dlatego należy dążyć do wprowadzenia krótkich ślepych ulic o kierunku W-E.
Ze względu na nasłonecznienie działek najkorzystniejszy kształt działki jest wówczas, gdy dłuższa jej oś biegnie wzdłuż linii N-S. Przy układzie ulic o kierunku E-W, działki o kształcie bardziej wydłużonego prostokąta zapewniają korzystniejsze warunki nasłonecznienia od działek o kształcie zbliżonym do kwadratu, a o tej samej powierzchni. W polskich warunkach klimatycznych, w których chłodzenie latem nie ma większego znaczenia, uwarunkowanie wystawy południowej dłuższej ściany domu można traktować z pewną tolerancją. Odchylenia od zalecanego południowego kierunku mogą sięgać 20° bez większych wpływów na bilans termiczny domów. Uwzględniając ponadto, że temperatury powietrza w zimie w godzinach przedpołudniowych są najczęściej niższe od występujących bezpośrednio po południu można dopuścić odchylenia wystawy dłuższej ściany domu w kierunku wschodnim do 35°.
Niezależnie od kształtu działki budowlanej i jej położenia w stosunku do osi ulicy najkorzystniejsze teoretycznie umiejscowienie domu słonecznego jest w pobliżu północnej jej granicy. Przyczynia się ono bowiem do powiększenia obszaru od strony południowej, dając większe możliwości właściwego zagospodarowania działki

## Drzewa i krzewy

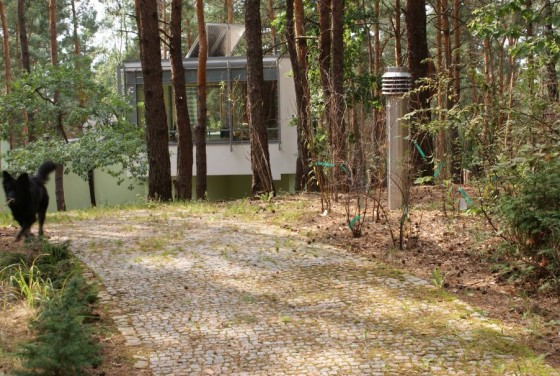
Dom pasywny wśród drzew

Projektując zieleń wokół budynku lub zespołu budynku należy tak dobierać i rozmieszczać drzewa i krzewy, aby zimą nie zacieniały ścian południowych, natomiast latem dawały cień pozostałym ścianom. Oprócz tego powinny zmniejszać niekorzystny wpływ wiatru na bilans cieplny budynku. Drzewa i krzewy spełniają wiele zadań, które należy wziąć pod uwagę przy ich doborze.
Zazwyczaj drzewa i krzewy niskie i rozłożyste dają większy efekt niż drzewa wysokie i smukłe.
Drzewa liściaste projektuje się jeżeli mają regulować sezonowe dopływ promieniowania słonecznego, większy w zimie, mniejszy latem. Drzewa tracą liście zimą, pozwalając na dotarcie promieni słonecznych do budynku. Olchy, jesiony i brzozy zatrzymują ok. 89% promieniowania słonecznego, Kasztanowce ok. 92%, a lipy drobnolistne nawet 98%. Zimą, biorąc pod uwagę gęstość nagich gałęzi, zatrzymywanie promieni wynosi 70% dla topoli, jesiony, brzozy, kasztanowce 45–50%, klony 40%. Zaleca się projektowanie odmian rosnących szybko w początkowym okresie wzrostu, natomiast po osiągnięciu optymalnego kształtu powoli.
W przypadku rozpoczęcia budowy na działkach zadrzewionych, wycinanie drzew powinno być tylko w mocno uzasadnionych przypadkach. W miarę możliwości staramy się je przyciąć lub odpowiednio rozrzedzić. W pobliżu ścian południowych należy sadzić w miarę możliwość niskie krzewy i drzewa, aby nie powodowały zacienienia w zimie.
Odpowiednie rozmieszczenie drzew i krzewów na działce może również mieć korzystne działanie na zmniejszenie strat ciepła, ochraniając budynek przed wiatrem, zmniejszając jego prędkość nawet do 50%. Przy projektowaniu rozmieszczenia drzew należy wziąć pod uwagę z jakiego kierunku zazwyczaj wieją wiatry w danym regionie. Najbardziej efektywne w tym przypadku są drzewa iglaste takie jak świerk lub tuja.

### Wpływ bliskości lasu
Szata roślinna, a przede wszystkim lasy, kształtują swoisty mikroklimat. Należy w tym miejscu zwrócić szczególną uwagę na usytuowanie budynków w stosunku do zadrzewień i na ochronną rolę lasów przed wiatrami. Prawidłowo usytuowany budynek (w stosunku do obszaru zalesionego) uzyskuje duże korzyści z takiego sąsiedztwa. Wynika to z tego, że prądy powietrzne, dochodzące do ściany lasu lub większych grup drzew, przechodzą ponad nimi, wytracając swą prędkość, a opadają w znacznej odległości od brzegu lasu, poza budynkiem.

## Niekonwencjonalne rozwiązania w budownictwie

### Domy przykryte glebą
Domy podziemne przede wszystkim nie psują krajobrazu, lecz harmonijnie współgrają z otoczeniem. Są częściowo zagłębione, najczęściej w zboczu góry, pokryte warstwą ziemi i roślin lub całkowicie schowane pod ziemią. Często mają atrium, przez które wpada światło. Wbrew skojarzeniom z wilgotną piwnicą, pomieszczenia w takich domach są jasne, ponieważ zazwyczaj jedna strona budynku lub jego dach wykonane są ze szkła. Często w dachu wyciętych jest kilka dość dużych otworów, na których wznoszą się szklane piramidy. Spełniają one podwójną funkcję: są źródłem naturalnego światła oraz stanowią zbiornik energii słonecznej. Dzięki takiemu rozwiązaniu znacznie spada wykorzystanie energii, dom nie jest też narażony na huśtawki temperatury wynikające ze zmiany pogody. Sekret leży w stałej temperaturze ziemi. Gdy na zewnątrz temperatura wynosi 0 °C, w odizolowanym betonem domu podziemnym będzie równa ok. 14 °C w zależności od strefy geograficznej.
Domy podziemne mogą być w 100% samowystarczalne energetycznie. Bez kotłów, energii elektrycznej ze źródeł konwencjonalnych nie przyczyniają się do emisji dwutlenku węgla. Tak jest w przypadku skupiska domów wybudowanych w angielskim Hockerton. Energię zapewnia im słońce przez baterie słoneczne i wiatr przez turbiny wiatrowe, natomiast źródłem wody pitnej jest filtrowana deszczówka. Woda używana do mycia i prania powraca rurami do toalety, a następnie jest filtrowana przez oczyszczalnię trzcinową, która znajduje się w stawie.
Wadą tego typu projektów jest wlewanie setek ton betonu pod ziemię, jednak na razie nie ma lepszego rozwiązania.

### Zielone dachy

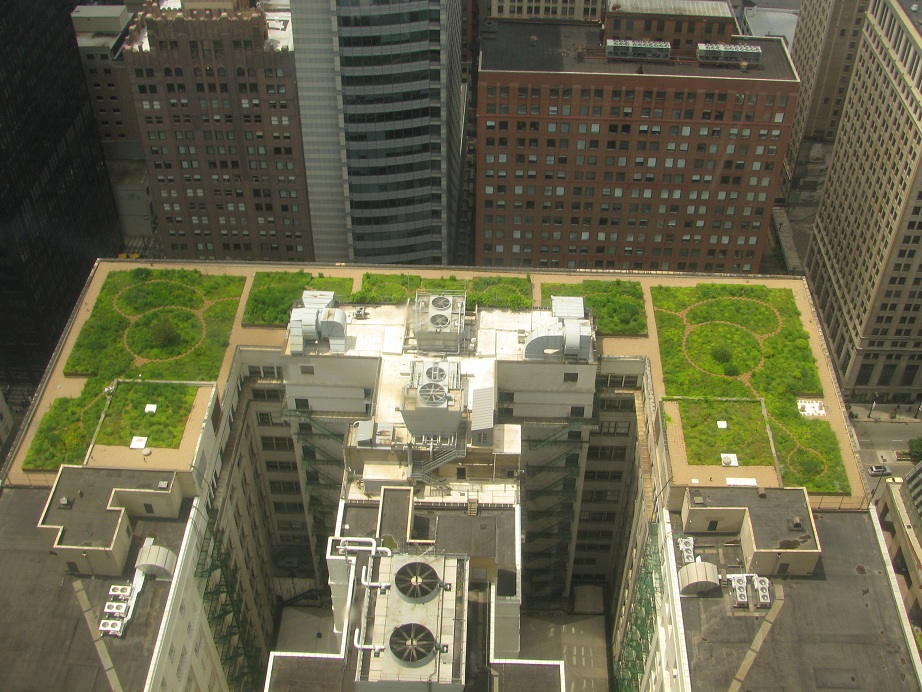
Zielony dach na ratuszu w Chicago

Pokrycie dachowe, składające się z gruntu oraz zazwyczaj znajdującej się na nim warstwy roślin, wyróżniamy zielone dachy w systemie ekstensywnym oraz intensywnym.
Biorąc pod uwagę bilans cieplny budynku zielony dach zimą zapobiega dużym stratom ciepła, natomiast latem chroni przed nadmiernym nagrzewaniem. Pozwala to na duże oszczędności związane z klimatyzacją budynków.